# Saint-Lary (Gers)
Saint-Lary is een gemeente in het Franse departement Gers (regio Occitanie) en telt 194 inwoners (1999). De plaats maakt deel uit van het arrondissement Auch.

## Geografie
De oppervlakte van Saint-Lary bedraagt 9,7 km², de bevolkingsdichtheid is 20,0 inwoners per km².

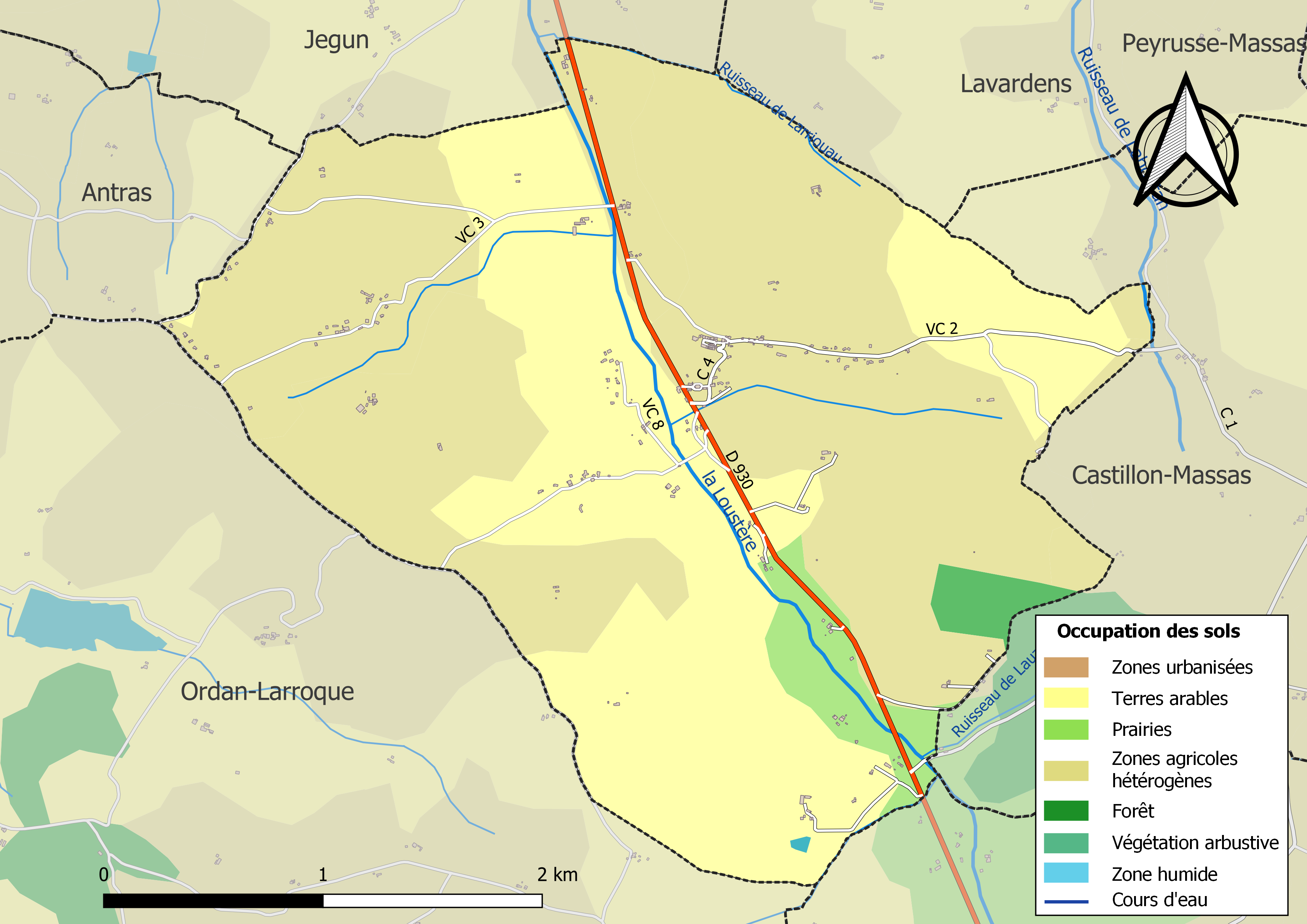
Kaart van de gemeente met belangrijkste infrastructuur, bodemgebruik en omliggende gemeenten

## Demografie
Onderstaande figuur toont het verloop van het inwonertal (bron: INSEE-tellingen).

## Geboren
- Grisjka Bogdanoff (1949-2021), televisiepresentator
- Igor Bogdanoff (1949-2022), televisiepresentator